# Violence médicale
La violence médicale est une forme de violence portant atteinte à l’intégrité physique, morale ou psychologique du ou de la patiente dans le cadre de son parcours de soin. Elle peut être perpétrée, intentionnellement ou non, par des professionnels de la santé, des institutions ou des systèmes de santé, qui sont régis par le code de déontologie médicale. La violence médicale peut se trouver dans l’ensemble des institutions sanitaires et médico-sociales, dès lors qu’un soin est prescrit à un patient par un membre du corps médical ou paramédical.

## Différentes formes de violences médicales
Les violences médicales peuvent prendre plusieurs formes, qu’elles soient commises de manière volontaire ou non par le professionnel ou l'institution :
- la maltraitance institutionnelle
- la négligence  de la souffrance (physique ou morale) ou de l’individus
- la discrimination (à caractère sexiste ou sexuel, racial, xenophobe, homophobe, transphobe, validiste, etc)
- l’abus de faiblesse (humiliation, intimidation, acte à caractère sexuel, etc)
- la coercition, physique (sangles) ou chimique (camisole chimique) - voir aussi soins psychiatriques sans consentement
- la surmédicalisation ou sous-médicalisation
- le surdiagnostic ou sous-diagnostic
- la surprescription ou sous-prescription, la surmédication ou sous-médication
- les erreurs médicales
- les violences gynécologiques et obstétricales et les mutilations génitales
- les expérimentations médicales non-consenties

La violence entre patients n’est pas considérée comme une forme de violence médicale car elle n’est pas perpétrée par des personnes dont le rôle est l’exercice d’un métier dans le système de santé.

## Législation, droit et cadre de protection
(décembre 2024).

### Le Code de déontologie médicale
Le code de déontologie médicale qui réglemente l’exercice de la médecine et des pratiques relatives aux soins possède une section de 23 articles destinés à la réglementation des devoirs envers les patients uniquement. L’article 2 de la section sur les devoirs généraux des médecins promulgue le respect de la vie et de la dignité de la personne recevant les soins. Il se base sur l’article R4127-2 du code de la santé publique : 
« Le médecin, au service de l’individu et de la santé publique, exerce sa mission dans le respect de la vie humaine, de la personne et de sa dignité.

Le respect dû à la personne ne cesse pas de s’imposer après la mort. »
Cet article interdit scrupuleusement l’abus de pouvoir d’un médecin sur son patient car ce dernier, en demande de soin, est en situation de vulnérabilité et ne possède 

L’article 32 (et premier article de cette section) dresse les engagements relatifs à la qualité des soins, et décrète par l’article R.4127-32 du code de la santé publique : 
« Dès lors qu’il a accepté de répondre à une demande, le médecin s’engage à assurer personnellement au patient des soins consciencieux, dévoués et fondés sur les données acquises de la science, en faisant appel, s’il y a lieu, à l’aide de tiers compétents. »

### La loi
Par mesure de prévention de ces violences et des actes de maltraitance envers les demandeurs de soin, la loi française promulgue dans le Code de l’action sociale et des familles l’article L133-6, mis en vigueur le 1er novembre 2022, qui interdit l'intervention ou l’exercice d’une fonction d’une personne dans un lieu régis par ce même code dès lors que celle-ci a déjà été condamné pour un crime ou délit reconnu par la présente loi.